# Собор Сен-Сасердоса в Сарла-ла-Канеда
Собор Сен-Сасердос де Сарла (фр. Cathédrale Saint-Sacerdos de Sarlat) — французький римо-католицький собор, розташований в Сарла-ла-Канеда, департамент Дордонь. Він має титул собору єпархії Періге і Сарла. Він був класифікований як історична пам'ятка в 1840 році.

## Презентація
Святиня присвячена святому Сасердосу. У Франції є два святих, яких називають Сасердос, проте протекція собору стосується Сасердоса з Ліможа, мощі якого були передані собору в середні віки. Реліквії зникли під час релігійних війн.